# STS-135
STS-135は、2011年7月8日に打ち上げられたスペースシャトル アトランティスによる国際宇宙ステーション（ISS）への飛行ミッションであり、アトランティスの、そしてスペースシャトルの最後の飛行となった。

## ミッション内容
主な内容は、多目的補給モジュール（MPLM）ラファエロを使ったISSへの機材の搬入や物資の補給等である。また、軽量型曝露実験装置支援機材キャリア（LMC）を用いて、ロボットによる燃料補給ミッション（RRM）実験装置を運ぶとともに、故障したアンモニアポンプをISSから回収した。
通常、シャトルミッションは耐熱パネルの損傷などで帰還できなくなった場合に備え、もう一機のシャトルが救援機として準備されている。しかしSTS-135では救援機の用意は無く、緊急時にはソユーズでの救援飛行を行うためにクルーの人数は4人と少なく設定された。これにより、シャトルクルーだけでは人手が足りないため、古川宇宙飛行士を含むISSクルーが物資の移送や船外活動を行うなど、特徴的な運用が行われた。
打ち上げ直前、外部燃料タンク頂上の酸素ベントアームが正常に格納されていない信号が確認されたため、カウントダウンを一時停止し確認したところ誤信号であることが判明し、2分18秒遅れで打ち上げられたが飛行に支障はなかった。
この飛行はシャトルによる最後の補給フライトであることから、最大限の物資の補給を行い、ISS滞在クルーは6人が約1年間の滞在（HTV3とATV-3による補給を除けば半年分）にて出来るだけの補給を受けた。また、大量の物資の回収が出来る機会はこれが最後となったため、予定通りの打上げが実施できてシャトルの電力リソースに余裕ができたことからミッション期間を1日延長して、不用品の回収をさらに行った。
シャトル分離後にはISSの横からの全景写真を撮影するために、ISSの姿勢変更が行われた。

## 来歴
STS-135は元々、シャトル最後の飛行STS-134がトラブルによって地球に帰還できなくなった際に行われる救出ミッション（STS-335）として計画されており、STS-134のミッション中は打ち上げ可能の状態で地上待機している予定だった。STS-134が無事に帰還した場合はミッション取り消しの予定であったが、費用をかけて準備をしておいてから飛行しないのは無駄であるため、ミッションを取り消さずにそのままSTS-135として飛行することがNASAから求められた。
その後2010年9月にSTS-135の予算が議会で認められ、正式にSTS-135の飛行が決定した。

## 乗組員
- クリストファー・ファーガソン (3) - 船長
- ダグラス・ハーリー (2) - パイロット
- サンドラ・マグナス (3) - ミッションスペシャリスト
- レックス・ウォルハイム (3) - ミッションスペシャリスト

※ かっこ内の数字は、今回を含めたフライト経験数。

## エピソード
- シャトルの初飛行であるSTS-1に搭載された星条旗がSTS-135にも搭載されて運ばれ、｢米国が再び新たな有人宇宙船を開発して必ず回収しに来る｣という意味を込めてハーモニーのハッチに設置された。この星条旗は9年後の2020年に、スペースXのCrew Dragon Demo-2ミッションで回収された。
- ケネディ宇宙センター周辺には通常の7倍近い、100万人以上もの見物客が集まった。
- 広報活動の一環として映画『宇宙兄弟』の2人（小栗旬、岡田将生）の写真が搭載された[1]。

## ギャラリー

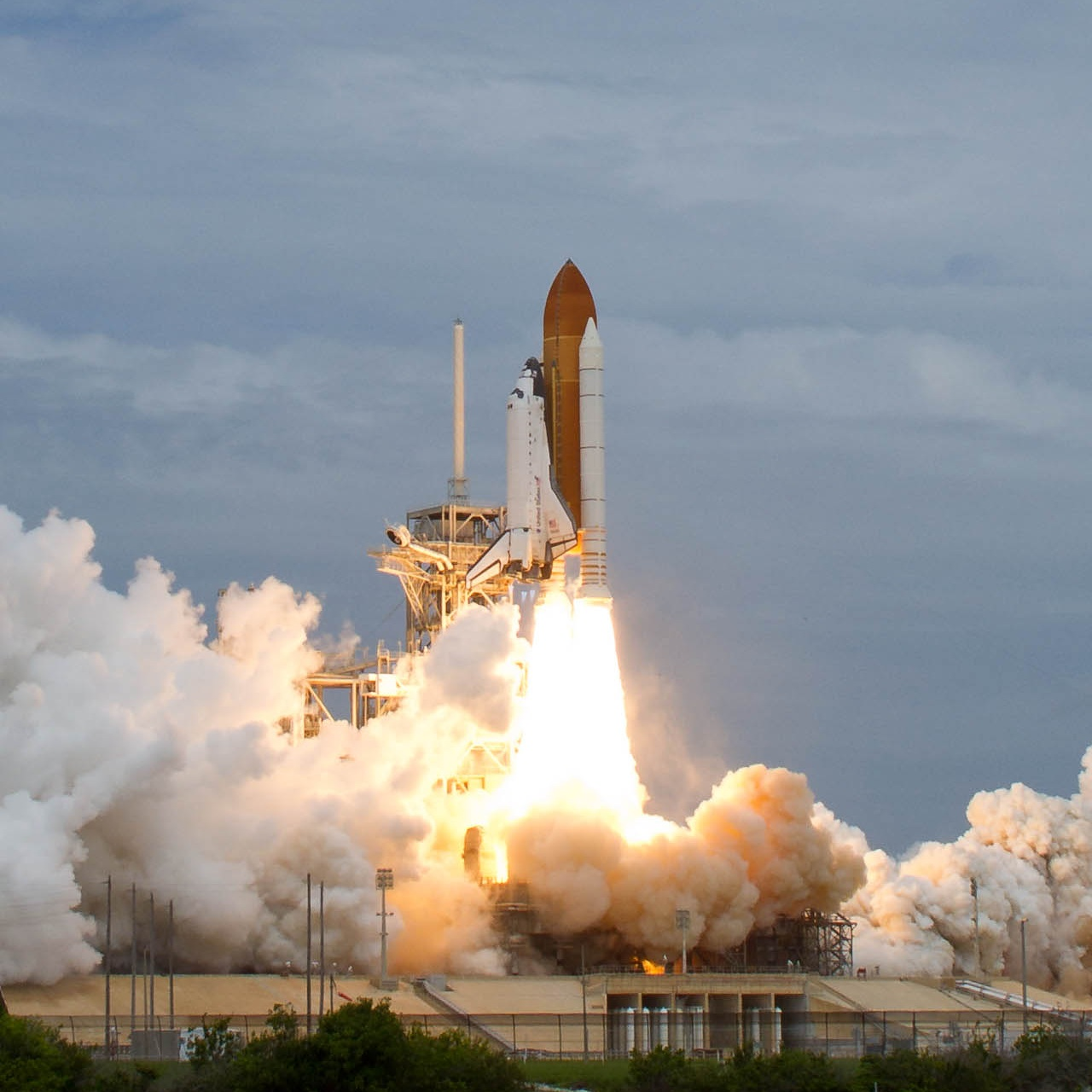
打ち上げ
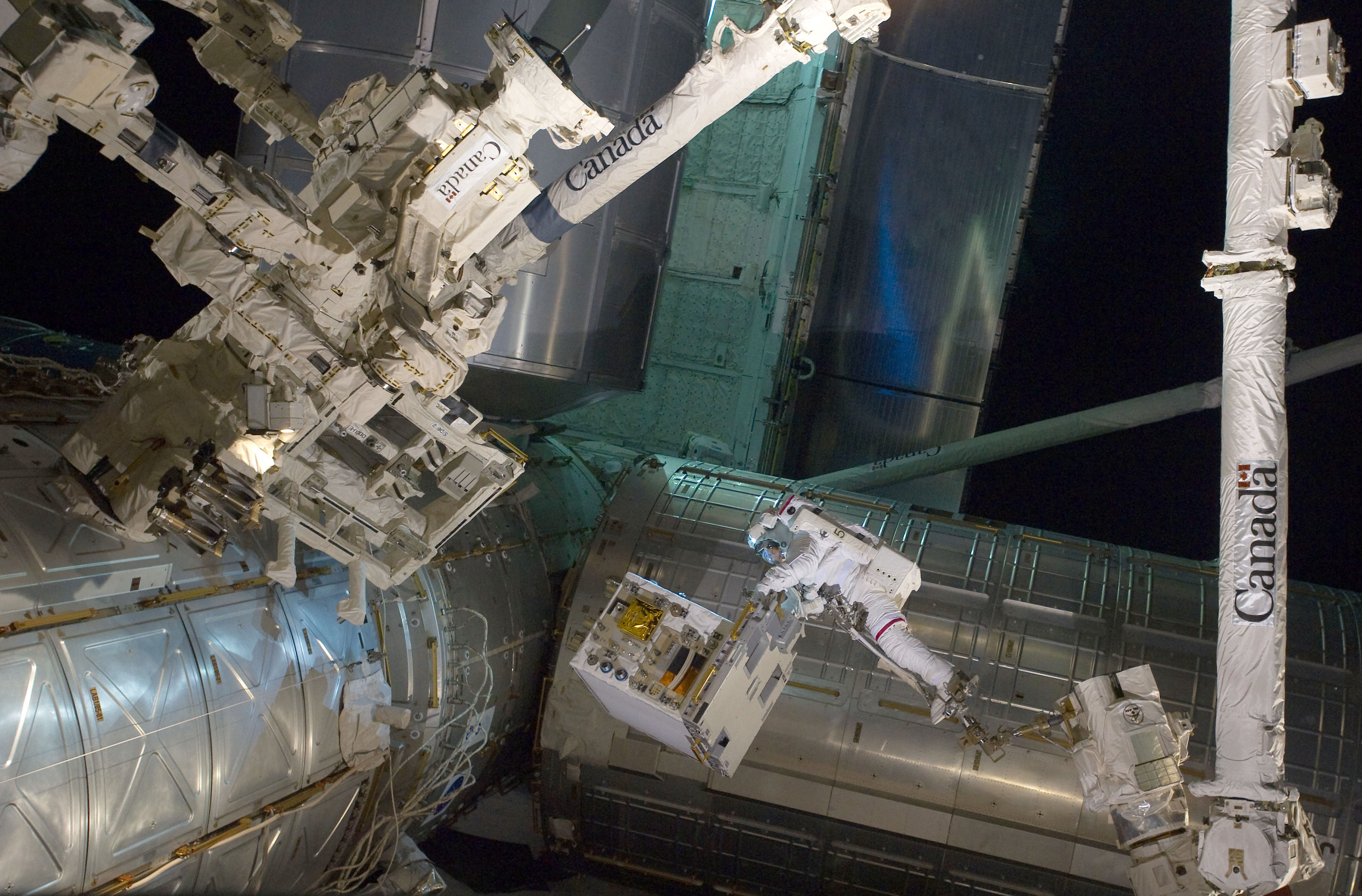
EVA(船外活動)
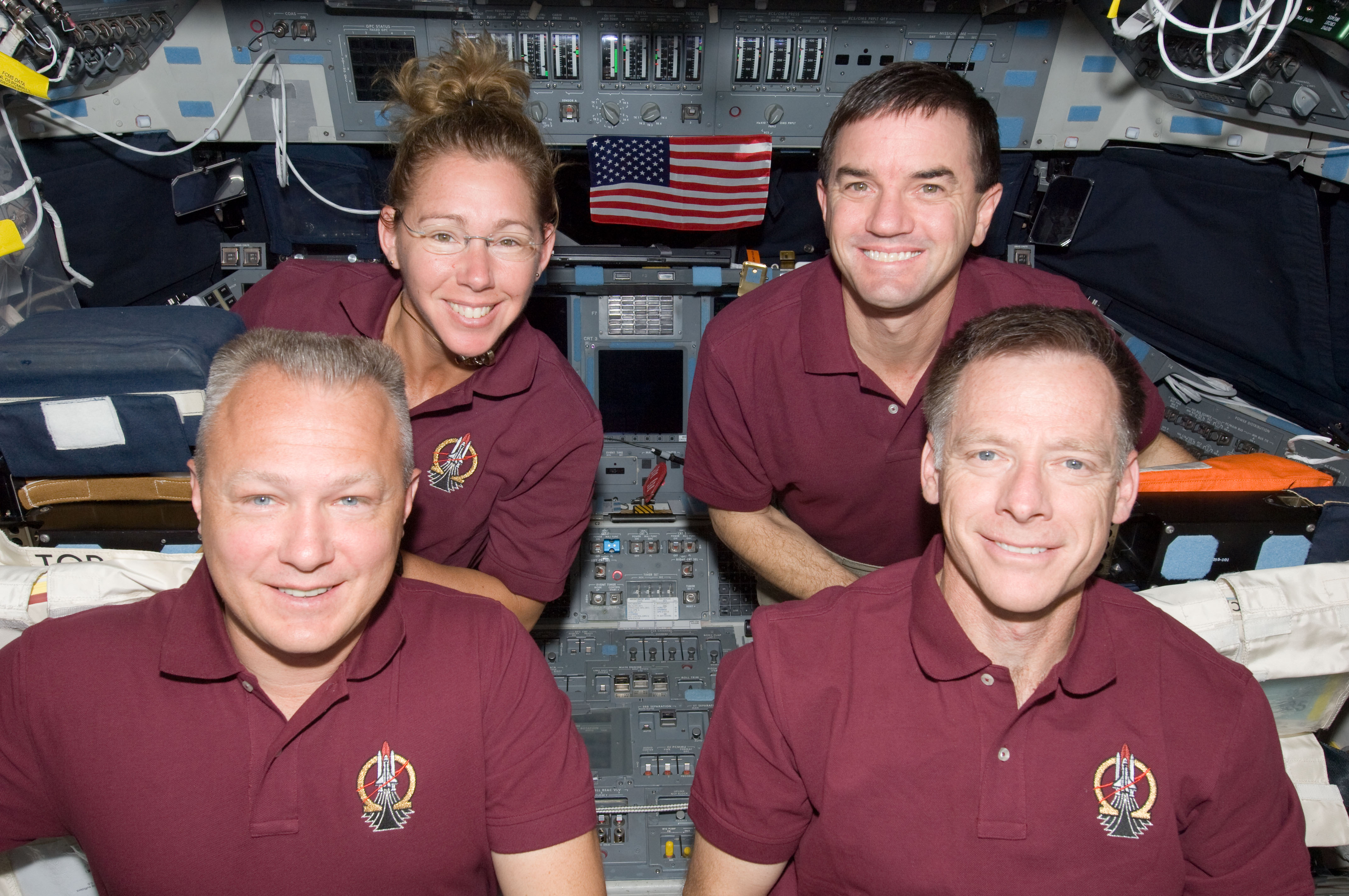
集合写真
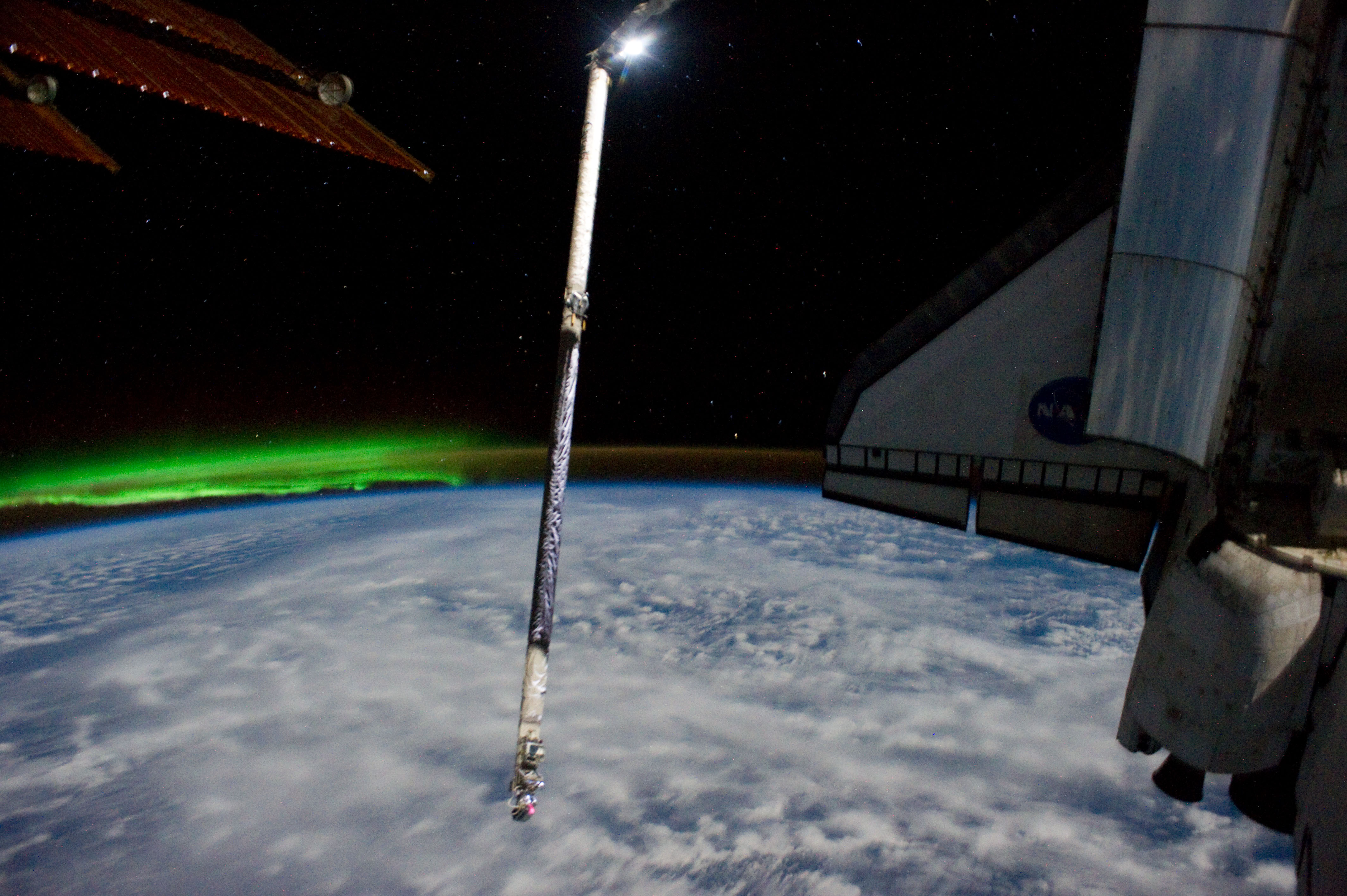
オーロラを撮影した写真
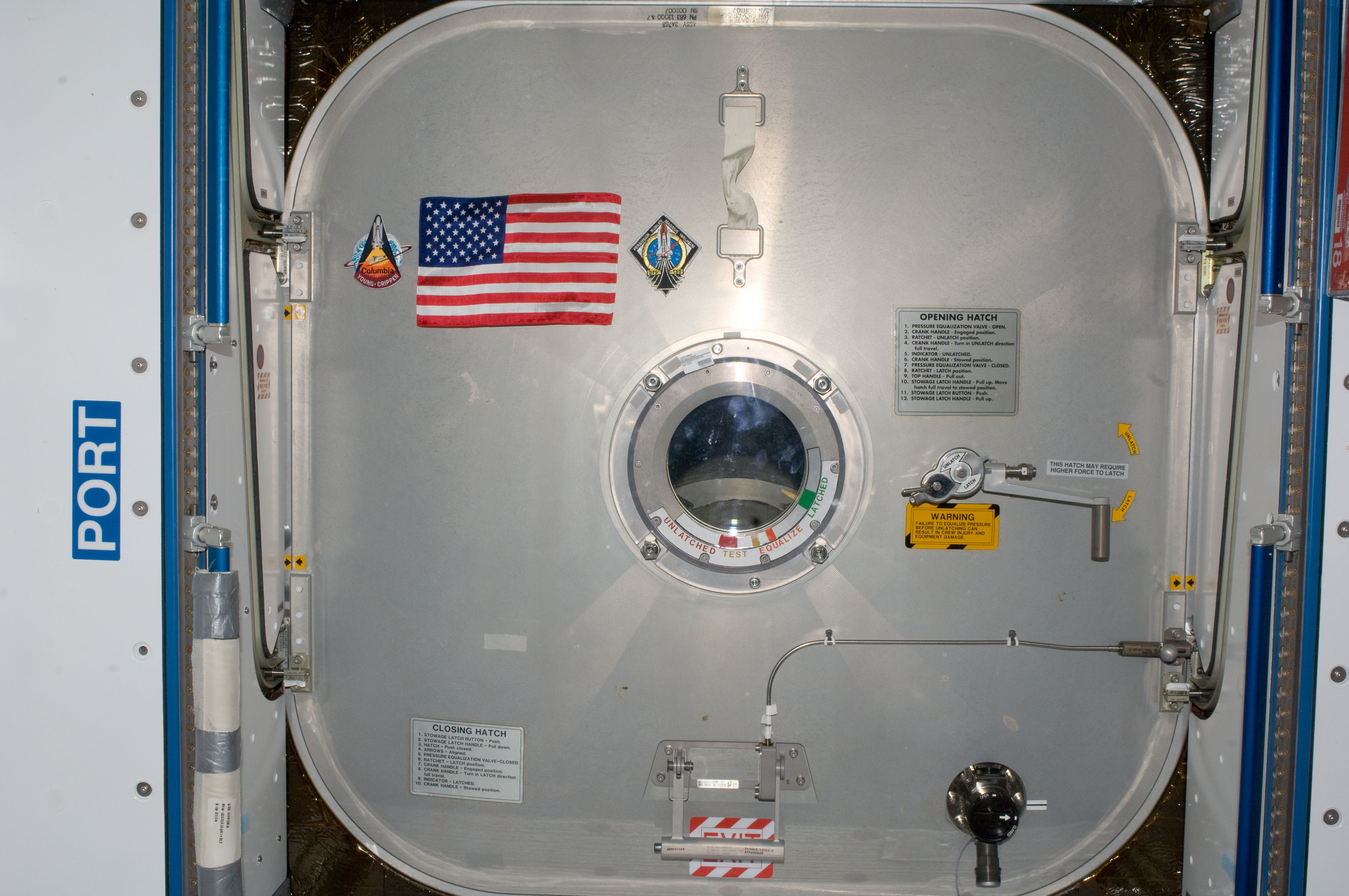
ハーモニーに設置された星条旗
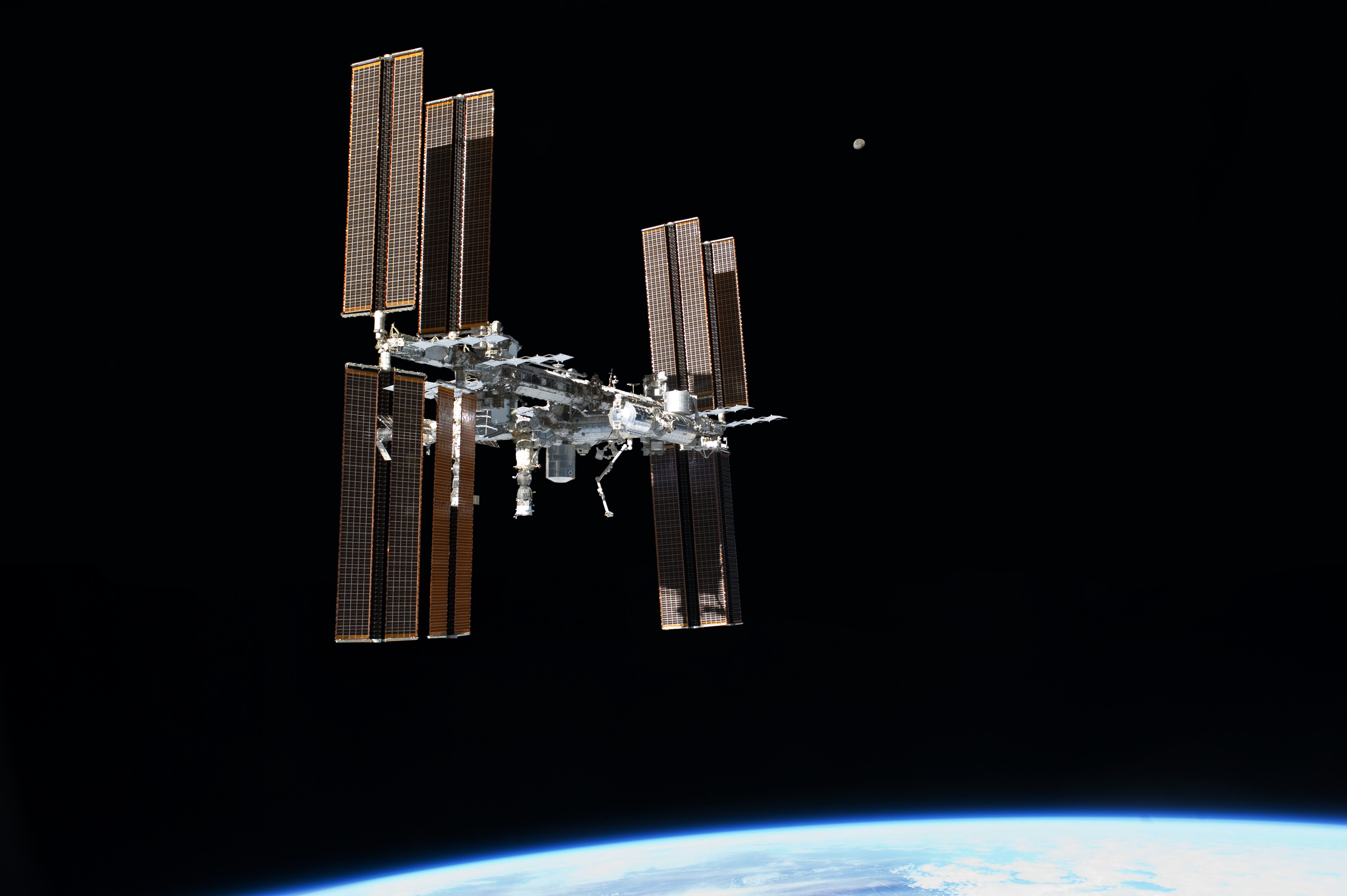
シャトル分離後ISS側面からの写真
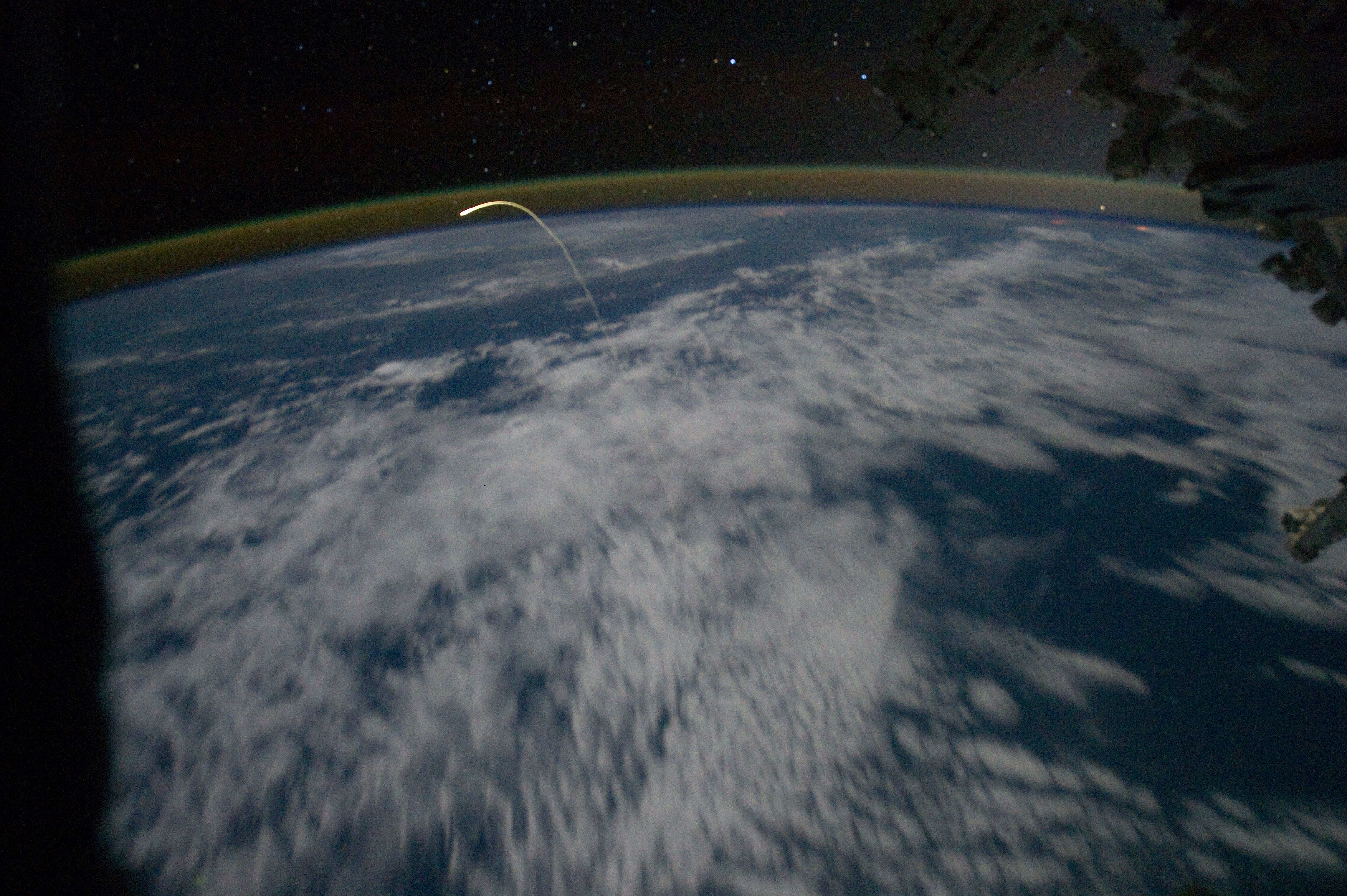
ISSから撮影されたアトランティスの再突入の光跡
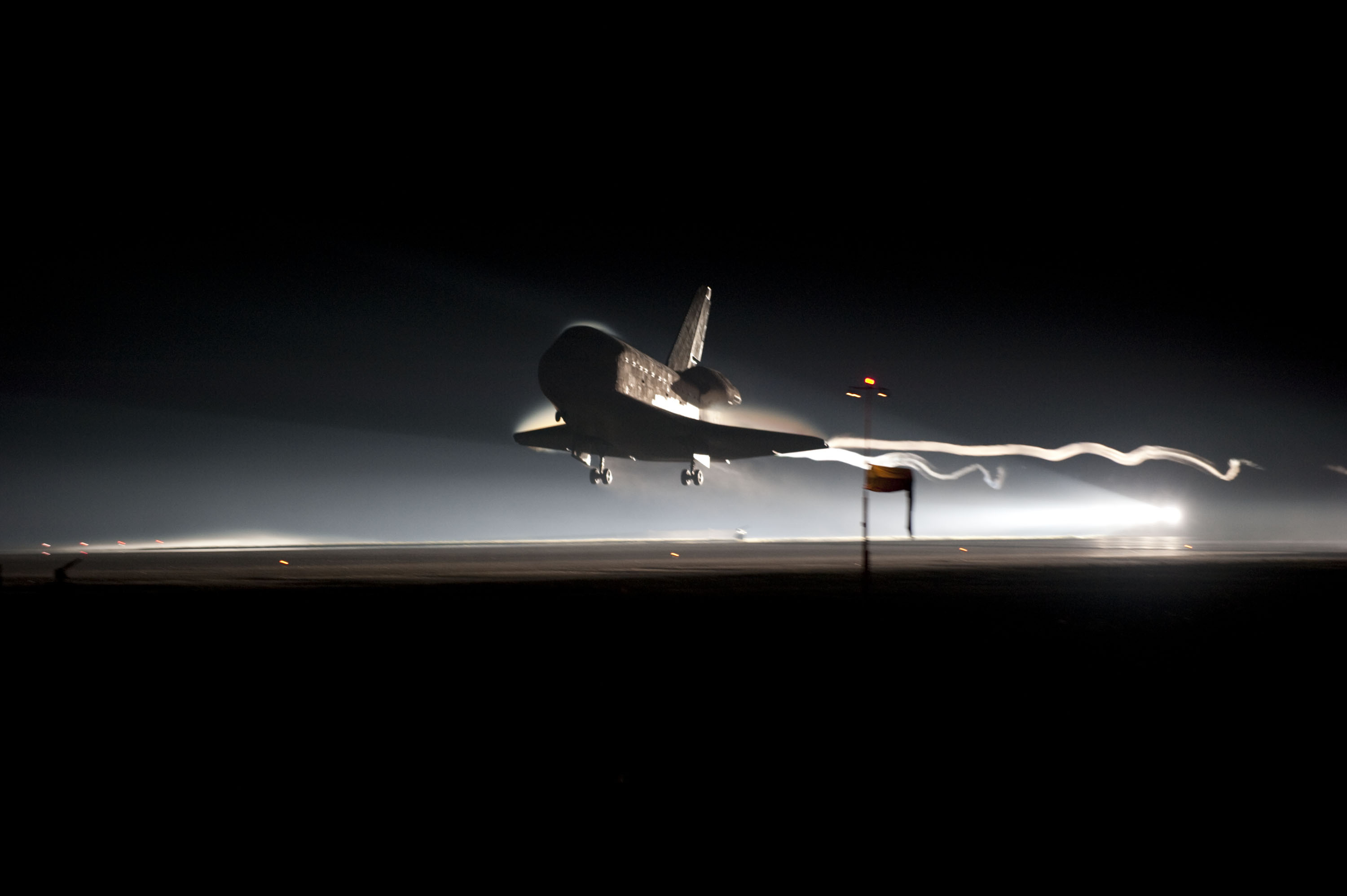
着陸
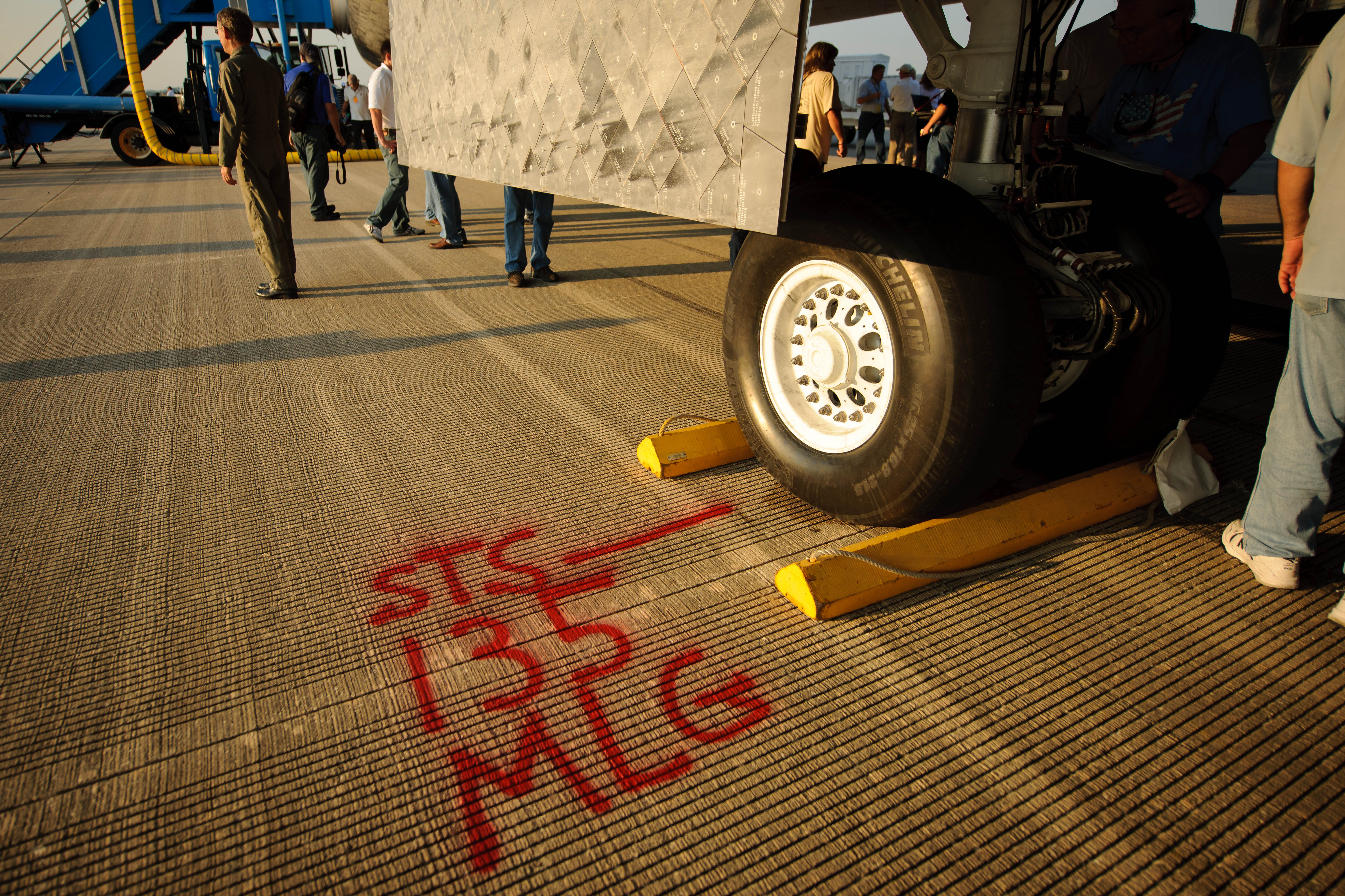
シャトルの最終停止地点